# Even Worse
Even Worse (Pior Ainda) é o quinto álbum do músico norte-americano "Weird Al" Yankovic, lançado em 1988 pela gravadora Scotti Brothers Records. Tanto o nome do álbum quanto a capa parodiam o álbum Bad ("ruim") de Michael Jackson. É o único álbum, além do álbum de estreia, que não contém uma "Polka Medley".

## Faixas
| Faixa | Nome                                                                       | Duração | Paródia de                                                | Descrição |
| ----- | -------------------------------------------------------------------------- | ------- | --------------------------------------------------------- | --- |
| 1     | "Fat" (Gordo)                                                              | 3:37    | "Bad" por Michael Jackson                                 | Sobre a obesidade de um homem. |
| 2     | "Stuck in a Closet with Vanna White" (Preso em um Closet com Vanna White)  | 4:58    | Original                                                  | Na canção, um homem descreve seus sonhos bizarros a um médico. |
| 3     | ""(This Song's Just) Six Words Long"" ((Essa Canção Só Tem) Seis Palavras) | 3:37    | "Got My Mind Set on You" por George Harrison.             | A canção fala sobre a falta de conteúdo lírico da mesma. "Weird Al" sempre pronuncia o "is" do nome da música (que aparece abreviado em "song's") fazendo o refrão ser composto por sete palavras, na verdade. |
| 4     | "You Make Me" (Você Me Faz)                                                | 3:06    | Oingo Boingo                                              | Uma canção de amor envolvendo o desejo de uma pessoa de se comportar violenta e/ou estranhamente por conta da esquisitice de outra pessoa.                                                                     |
| 5     | "I Think I'm a Clone Now" (Acho que Sou Um Clone Agora)                    | 3:20    | "I Think We're Alone Now, por Tifanny.                    | Sobre a experiência de um homem que é um clone idêntico a alguém, criado em laboratório. |
| 6     | "Lasagna" (Lasanha)                                                        | 2:46    | "La Bamba" por Los Lobos originalmente por Ritchie Valens | Uma canção sobre italianos e cozinha italiana |
| 7     | "Melanie"                                                                  | 3:58    | Original                                                  | Sobre as tentativas de um homem de conquistar sua vizinha Melanie. |
| 8     | "Alimony" (Pensão Alimentícia)                                             | 3:16    | "Mony Mony" por Billy Idol.                               | A ex-mulher de um homem pega tudo o que ele tem para pagar sua pensão alimentícia. |
| 9     | "Velvet Elvis"                                                             | 4:30    | The Police                                                | Um ode a uma foto de Velvet Elvis. |
| 10    | "Twister" (Cordoeiro)                                                      | 1:03    | Beastie Boys                                              | Um pequeno rap sobre o jogo Twister. |
| 11    | "Good Old Days" (Bons Velhos Dias)                                         | 3:21    | James Taylor                                              | Uma canção sobre um psicopata lembrando-se de sua infância. |

## Formação
- "Weird Al" Yankovic - sintetizador, acordeão, voz, vocais
- Jim West - guitarra, bandolim, vocais
- Rick Derringer - guitarra
- Steve Jay - baixo, vocais
- Kim Bullard - sintetizador
- Ronny Jay - scratching
- Jon "Bermuda" Schwartz - bateria, percussão
- Joe Sublett - saxofone
- Nicolette Larson - vocais

### Produção
- Engenharia de som: Tony Papa
- Arranjos: "Weird Al" Yankovic

## Paradas

### Álbum
| Ano  | Parada            | Posição |
| ---- | ----------------- | ------- |
| 1988 | The Billboard 200 | 27      |

### Singles
| Ano  | Single | Parada                | Posição |
| ---- | ------ | --------------------- | ------- |
| 1988 | "Fat"  | The Billboard Hot 100 | 99      |